# ASNOVA
L'ASNOVA (en rus: АСНОВА, acrònim de Ассоциация новых архитекторов, «Associació de nous arquitectes») era una associació d'arquitectes d'avantguarda de la Unió Soviètica que va ser activa en els anys 1920 fins al començament dels anys 1930, sovint dita els «Racionalistes».
L'associació fou creada el 1923 per Nikolaï Ladovski, professor a la Vkhoutemas, i dels membres de l'Inkhouk, amb altres arquitectes d'avantguarda com Vladimir Krinsky. L'ensenyament de Ladovski, encara que resolutament modernista, era tanmateix més intuïtiu que racional, i es basava en part sobre la Gestalttheorie. El 1919 Ladovski defineix el racionalisme com « l'economia de l'energia psíquica en la percepció espacial i en els seus aspectes funcionals aplicada a l'art de construir », que oposava a un « racionalisme tècnic ». Les recerques del grup van ser particularment influents sobre el treball d'Hugo Münsterberg, i Ladovski va construir un laboratori psicotècnic el 1926 basat en la teoria de Münsterberg de la psicologia industrial. En general el grup es concentrava en la creació d'efectes «psico-organitsacionals» en l'arquitectura: un enfocament més escultural que funcional, valent-los l'acusació de formalista pel Grup OSA naixent. ASNOVA i OSA van mantenir una polèmica sobre la reivindicació del nom Constructivisme.
El grup va rebre un nou desenvolupament a mitjans dels anys 1920 amb la notorietat creixent d'El Lissitzky que va dibuixar un dels número del diari d'ASNOVA el 1926. A més Konstantín Mélnikov, llavors l'arquitecte modernista més cèlebre de la Unió soviètica, s'incorporava al grup sobre un punt, preferint l'interès d'ASNOVA sobre l'afecte i la intuïció més aviat que la precisió científica de l'OSA. Tanmateix ell així com Ilya Golossov van constituir més aviat un just medi entre l'ASNOVA i l'OSA. Berthold Lubetkin, més conegut pel seu treball a Londres, va ser també un soci precoç del grup. La Ciutat volant de Gueorgui Kroutikov va ser un projecte de l'ASNOVA que es va fer cèlebre pel seu utopisme creuat de préstecs a la ciència-ficció.
Els membres d'ASNOVA van ser prolífics arquitectes i van participar en nombrosos concursos, tanmateix pocs han construït. Melnikov i Ladovski, membres del grup, van ser respectivament segon i tercer del concurs per al pavelló soviètic de l'Exposició de París el 1925. Alguns rars projectes realitzats han sobreviscut en l'antiga URSS. Els més notables són els immobles de Ladovski sobre Tverskaya a Moscou (1929) i una sèrie de tres cuines i equips municipals « condensadors socials» construïts entre 1928 i 1931 per un equip de l'ASNOVA constituït per A. K. Barutchev, I. A. Gil'ter, I.A. Meerzon i Ya. O. Rubanchik. L'ASNOVA es va separar el 1928 quan Ladovski va fundar el seu propi grup, l'ARU (Associació d'Arquitectes Urbanistes), tanmateix encara va proposar un projecte comú per al concurs del Palau Dels Soviets. El grup va ser dissolt el 1932 entre moltes altres associacions artístiques.